# Allonca
Allonca (llamada oficialmente Santa María da Allonca) es una parroquia y una aldea española del municipio de Fonsagrada, en la provincia de Lugo, Galicia.

## Otras denominaciones
La parroquia también es conocida por el nombre de Santa María de Allonca.

## Organización territorial
La parroquia está formada por doce entidades de población, constando once de ellas  en el nomenclátor del Instituto Nacional de Estadística español:

### Entidades de población
Entidades de población que forman parte de la parroquia:
- Allonca (A Allonca)
- Frontal
- Muíña (A Muíña)
- Pántaras
- Travesa  (A Travesa)
- Trousa (A Trousa)

### Despoblados
Despoblados que forman parte de la parroquia:
- Allonquiña (A Allonquiña)
- Braña (A Braña)
- Ferraría (A Ferraría)
- Quintela
- Relaio (O Relaio)
- Vilarello

## Demografía

### Parroquia
| Gráfica de evolución demográfica de Allonca (parroquia) entre 2000 y 2019 |
|                                                                           |
| Datos según el nomenclátor publicado por el INE.                          |

### Aldea
| Gráfica de evolución demográfica de Allonca (aldea) entre 2000 y 2019 |
|                                                                       |
| Datos según el nomenclátor publicado por el INE.                      |